# Art of Fighting
Art of Fighting (龍虎の拳 Ryūko no Ken?, lit. "Fist of Dragon and Tiger") är en trilogi fightingspel som utvecklades och utgavs av SNK under tidigt 1990-tal.

## Spel
| Titel                                      | Släppår |
| ------------------------------------------ | ------- |
| Art of Fighting                            | 1992    |
| Art of Fighting 2                          | 1992    |
| Art of Fighting 3: The Path of the Warrior | 1993    |

### Fotnoter
1. ↑  ”Art of Fighting” (på engelska). Mobygames. http://www.mobygames.com/game-group/art-of-fighting-series. Läst 18 maj 2015.